# Polska Federacja Sportu Niesłyszących
Polska Federacja Sportu Niesłyszących – polski związek sportowy stowarzyszeń kultury fizycznej niesłyszących reprezentującym ogół osób z wadą słuchu w sprawach z upowszechnieniem kultury fizycznej i sportu Rzeczypospolitej Polskiej. Powstał w Lublinie, w 2005 roku.
W Polskiej Federacji Sportu Niesłyszących istnieją następujące sekcje sportowe:
- Bowling
- Lekkoatletyka
- Koszykówka
- Narciarstwo
- Piłka nożna
- pływanie
- Siatkówka
- Szachy
- Tenis stołowy
- Warcaby